# Topolice (województwo dolnośląskie)
Topolice (niem. Aspenau) – wieś w Polsce położona w województwie dolnośląskim, w powiecie kłodzkim, w gminie Bystrzyca Kłodzka.

## Położenie
Topolice to mała wieś leżąca w Rowie Górnej Nysy, na granicy Wysoczyzny Łomnicy i Obniżenia Bystrzycy Kłodzkiej, na wysokości około 345–355 m n.p.m.

## Podział administracyjny
W latach 1975–1998 miejscowość należała administracyjnie do województwa wałbrzyskiego.

## Nazwa
12 lutego 1948 ustalono urzędową polską nazwę miejscowości – Topolice, określając drugi przypadek jako Topolic, a przymiotnik – topolicki.